# Spathulina (schimmelgeslacht)
Spathulina is een geslacht in de orde Polyporales. De typesoort is Spathulina lamellosa. De familie is nog niet met zekerheid bepaald (incertae sedis).